# Ofensiva de Tallin
La Ofensiva de Tallin (en ruso: Таллинская наступательная операция; 17- 26 de septiembre de 1944) fue una ofensiva estratégica de los 2.° Ejército de Choque y 8.º Ejército, ambos pertenecientes al Frente de Leningrado, del Ejército Rojo y de la Flota del Báltico contra el Destacamento del Ejército Alemán Narva y las unidades estonias en la Estonia continental en el Frente Oriental de la Segunda Guerra Mundial. Esta batalla formó parte de la más amplia ofensiva del Báltico de 1944.
La ofensiva soviética comenzó con el 2.° Ejército de Choque soviético rompiendo la defensa del II Cuerpo de Ejército a lo largo del río Emajõgi en las cercanías de Tartu. Los defensores lograron frenar el avance soviético lo suficiente como para que el Destacamento del Ejército Narva fuera evacuado de Estonia continental de manera ordenada. El 18 de septiembre, en Tallin, el Comité Nacional de la República de Estonia proclamó nuevamente la independencia de Estonia. La ciudad de Tallin fue abandonada por las fuerzas alemanas el 22 de septiembre. El Frente de Leningrado tomó la capital y el resto de la parte continental de Estonia el 26 de septiembre de 1944.

## Antecedentes
La dirección más esperada de la ofensiva soviética contra Estonia era a través de Narva, donde intentaron un gran avance hacia la parte continental de Estonia en febrero de 1944. En julio de 1944, se llevó a cabo allí la Batalla de Narva (1944) del Frente de Leningrado (mariscal de la Unión Soviética Leonid Góvorov), que finalizó con la llegada de las tropas soviéticas a la línea alemana "Tannenberg". Sin embargo, a la vista de la dificultad de atravesar la línea de Tannenberg con un ataque frontal, el Alto Mando soviético decidió transferir el ataque principal, desde cerca de Narva en la dirección de Tartu, a la dirección de Rakvere, con la intención de cercar a las divisiones alemanas y sus aliados estonios, estacionadas en Estonia en una enorme bolsa. Esta decisión se vio facilitada por el hecho de que en vísperas de la ofensiva de septiembre, en agosto de 1944, las tropas soviéticas lograron llevar a cabo con éxito la Ofensiva de Tartu, liberaron Tartu y crearon una cabeza de puente en el sureste de Estonia. 
El Alto Mando soviético (Stavka) comenzó una complicada operación de suministro y transporte, para trasladar al 2.° Ejército de Choque (teniente general Iván Fediúninski) desde el frente de Narva a la zona del río Emajõgi el 5 de septiembre de 1944. la Stavka ordenó a la 25.º Brigada de Botes Fluviales y a las tropas de ingenieros que transportaran las unidades sobre el lago Peipus. Se construyeron cinco cruces desde el asentamiento ruso de Pnevo a través del estrecho de Lämmijärv de dos kilómetros de ancho hasta el pueblo estonio de Mehikoorma. Cuarenta y seis barcos trabajaron las 24 horas del día para transportar 135 000 soldados, 13 200 caballos, 9100 camiones, 2183 piezas de artillería y 8300 toneladas de municiones a través del lago. El 2.° Ejército de Choque asumió el mando del frente del río Emajõgi del Tercer Frente Báltico el 11 de septiembre de 1944.
Estonia era defendida por el Destacamento del Ejército Narva al mando del general de infantería Anton Grasser, que constaba de dos cuerpos. El III Cuerpo Panzer SS (germánico) del SS-Obergruppenführer Felix Steiner, que defendía el frente de Narva (al norte) y el débil II Cuerpo de Ejército, que apenas contaba con 4600 efectivos, que estaba desplegado en el sur de Estonia, en dirección a Tartu desde el Lago Peipus hasta el lago Võrtsjärv. La inteligencia alemana no notó la transferencia del 2.º Ejército de Choque, y el mando alemán continuó manteniendo las fuerzas principales en la zona de Narva.
A la operación asistieron la Flota del Báltico al mado del elmirante Vladímir Tríbuts y el 13.° Ejército Aéreo del teniente general de Aviación Stepan Rybalchenko.

## Planes de los contendientes

### Wehrmacht
El Grupo de Ejércitos Norte ya había considerado abandonar Estonia en febrero de 1944, durante la ofensiva soviética Kingisepp-Gdov. Un gran número de unidades se habrían liberado con la retirada de Estonia, pero el frente de Narva continuó defendiéndose por orden personal de Hitler. El Comando alemán consideró importante mantener el control sobre la costa sur del golfo de Finlandia para aliviar la situación en Finlandia y mantener a la Flota Báltica atrapada en la bahía oriental del golfo. La retención de las reservas de esquisto bituminoso y la industria del esquisto bituminoso en Ida-Viru fue importante por razones económicas.
Tras la salida de Finlandia de la guerra el 3 de septiembre, parte de proporcionó el ímpetu político para abandonar Estonia. Al día siguiente, el generaloberst Heinz Guderian sugirió que no sería posible retener Ostland y ordenó que se elaboraran planes para la operación de evacuación, cuyo nombre en código era Königsberg. Hitler, sin embargo, declaró que no se debía renunciar al Ostland (la División administrativa del Tercer Reich en los países Bálticos y Bielorrusia), ya que hacerlo proporcionaría apoyo a aquellos finlandeses que no favorecían el nuevo rumbo del gobierno e influiría en Suecia para mantener su actual política exterior. Después del almuerzo, Guderian ordenó que el plan de Königsberg, no obstante, se iniciara en secreto. Al día siguiente, el oberst (coronel) Oldwig von Natzmer, visitó el cuartel general del Destacamento del Ejército Narva para discutir los detalles de la evacuación.
El 11 de septiembre se debatió detenidamente la evacuación de Estonia en el Cuartel General del Ejército. El 15 de septiembre, el Comandante en Jefe del Grupo de Ejércitos Norte, generaloberst Ferdinand Schörner, solicitó que Guderian convenciera a Hitler de que ordenara la evacuación de las tropas alemanas de la parte continental de Estonia, cuyo nombre en código era Operación Aster. Schörner enfatizó que, aunque el frente todavía estaba aguantando, retrasar la orden significaría que las unidades en Estonia quedarían atrapadas. Hitler finalmente dio su consentimiento el 16 de septiembre.
Según el plan de evacuación, las fuerzas principales del Destacamento del Ejército Narva tenían que retirarse principalmente a través de Viljandi y Pärnu hacia Riga. Para hacer eso, el II Cuerpo de Ejército en el frente de Emajõgi y el XXVIII Cuerpo de Ejército en el curso del río Väike Emajõgi tenían que mantener sus posiciones hasta que el Destacamento de Ejército Narva, hubiera completado su evacuación. Oficialmente, se suponía que el inicio de la operación sería el 19 de septiembre. La retirada iba a ser gradual, sobre varias líneas de resistencia. La retirada de las únidades alemanas iba a ser protegida principalmente por unidades formadas por estonios, quienes, según las estimaciones del mando del ejército alemán, no habrían querido abandonar Estonia de todos modos.

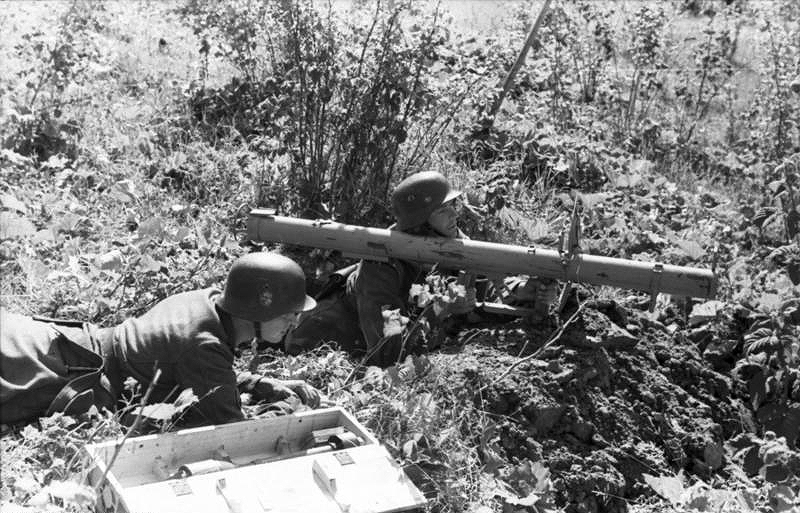
Soldados estonios pertenecientes a la 20.ª División de Granaderos SS (Estonia n.º 1) se preparan para atacar con un Panzerschreck

Una fuerza naval al mando del vicealmirante Theodor Burchardi comenzó a evacuar elementos de las formaciones alemanas junto con algunos civiles el 17 de septiembre. El cuartel general preparó un plan detallado para evacuar sus posiciones en el frente de Narva la noche del 18 al 19 de septiembre.

### Ejército Rojo
La Stavka esperaba que un avance rápido en el frente del río Emajõgi abriera un camino para las unidades blindadas hacia el norte, aislando así al Destacamento de Ejército Narva del resto del Grupo de Ejércitos Norte. El mando del Ejército Rojo supuso que la principal dirección de retirada de las fuerzas alemanas sería Tallin, y concentró sus fuerzas allí en un intento de bloquear las posibles rutas de evacuación.

## Desarrollo de las operaciones
El 17 de septiembre, las tropas del 2.° Ejército de Choque pasaron a la ofensiva. Después de que el II Cuerpo de Ejército alemán fuera sometido a un intenso bombardeo de artillería de 132 500 proyectiles, los tres cuerpos de fusileros que componían el 2.º Ejército de Choque, cruzaron el río Emajõgi en una sección de veinticinco kilómetros de largo del frente al este de Tartu y rompieron las defensas alemanas. El 2.º Ejército de Choque se abrió paso hasta el cuartel general de la división alemana y las posiciones de artillería. Solo el Kampfgruppe Rebane, estacionado cerca de Tartu, mantuvo sus posiciones aunque con grandes pérdidas. El Destacamento de Ejército Narva y el XXVIII Cuerpo, los elementos más septentrionales del Grupo de Ejércitos Norte, corrían el riesgo de ser rodeados y destruidos. El general Ferdinand Schörner ordenó al II Cuerpo de Ejército que abandonara la línea de defensa del río Emajõgi y se moviera rápidamente alrededor del extremo norte del lago Võrtsjärv hacia Letonia.
Seis regimientos de defensa de la frontera de Estonia, el 113.° Regimiento de Seguridad y los restos de la 20.ª División de Granaderos SS (Estonia n.º 1), formada principalmente por reclutas estonios, que se retiraban de la parte más distante del frente de Narva en la zona del pantano de Krivasoo fueron bloqueados por unidades de avanzada del 8.° Cuerpo de Fusileros de Estonia (teniente general Lembit Pern) y destruidos en las batallas de Porkuni y Avinurme los días 20 y 21 de septiembre.
El sacrificio de estas unidades estonias, permitió al Destacamento del Ejército Narva escapar de Estonia cuando el III Cuerpo Panzer SS (germánico) y la 11.ª División de Infantería abandonaron sus posiciones, sin que el 8.º Ejército soviético (teniente general Filipp Starikov) lo advirtiera. Las fuerzas soviéticas comenzaron a avanzar a primera hora de la mañana, tomaron Jõhvi y por la tarde alcanzaron la línea Toila-Jõhvi-Kurtna. En la noche del 20 de septiembre, el cuartel general del Cuerpo estaba cerca de Pärnu en la costa suroeste, junto al cuartel general de la 23.ª División de Granaderos Voluntarios SS Nederland, la 11.ª División de Granaderos SS Nordland y la 11.ª División de Infantería. La «Nordland» y las 11.º División de infantería fueron evacuadas a Letonia, y puestas al mando del 16.º Ejército. la 23.ª División de Granaderos Voluntarios SS Nederland, se quedó para organizar la defensa de Pärnu. El 23 de septiembre, la "Nederland" dinamitó el puerto y se retiró a Letonia. El 24 de septiembre, cerca de Ikla, en la frontera con Letonia, la retaguardia de la Nederland llevó a cabo su última batalla en suelo estonio, retirándose después a Letonia.

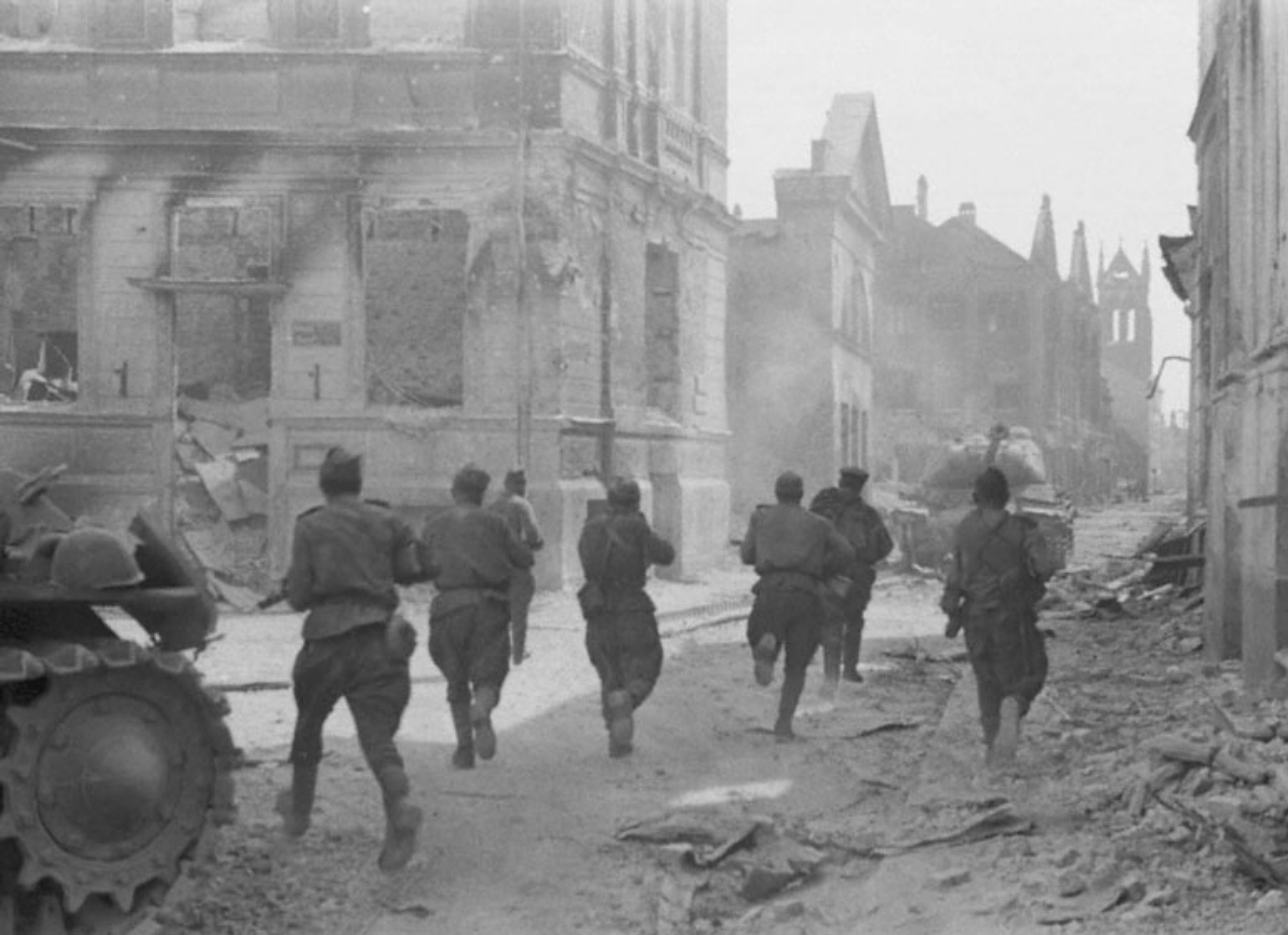
Soldados soviéticos del Primer Frente Báltico combatiendo en Jelgava (16 de agosto de 1944)

### Evacuación
El personal militar, los heridos, las instituciones y las industrias, los prisioneros y los civiles fueron evacuados en su mayoría por mar. El jefe de evacuación de la marina fue el almirante del Mar Báltico Oriental, Theodor Burchardi. Fue el principal responsable de asegurar la evacuación de Tallin y Paldiski. Para este propósito, comandó la 24.ª Flotilla de Desembarco, la 14.ª Flotilla de Seguridad, la 31.ª Flotilla de Minas Trawler, la 5.ª Flotilla de Seguridad y la 1.ª Flotilla de Evacuación, con un total de aproximadamente 50 pequeños buques de guerra, lanchas, barcos de escolta y otros buques. En seis días, alrededor de 50.000 soldados, 20.000 civiles, 1000 prisioneros de guerra y 30.000 toneladas de mercancías fueron retirados de Estonia, 38.000 del personal militar fue evacuado por mar.

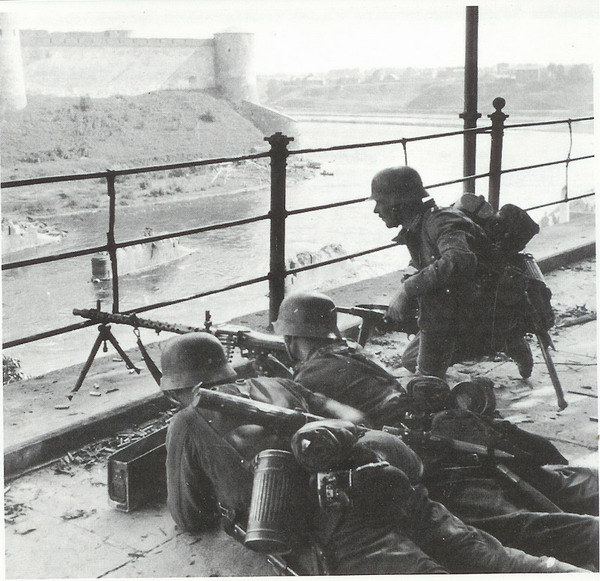
Soldados estonios defendiendo el lado occidental del río Narva.

El 18 de septiembre de 1944, el gobierno provisional formado por el Comité Nacional de la República de Estonia en Tallin volvió a declarar la independencia de Estonia. Algunas unidades militares estonias se enfrentaron con las tropas alemanas en Tallin y se apoderaron de las oficinas estatales en la colina de Toompea, en el centro de la ciudad. El gobierno hizo un llamamiento a la Unión Soviética para que reconociera la independencia de la república.
Cuando las unidades de avanzada del Frente de Leningrado llegaron a Tallin a primeras horas del 22 de septiembre, las tropas alemanas prácticamente habían abandonado la ciudad y las calles estaban vacías. La última unidad alemana que abandonó Tallin esa mañana fue el 531.º Batallón de Artillería de la Armada. Antes del embarque, se destruyó toda la artillería y armamento estacionario, equipo especial, armas que no pudieron ser evacuadas, municiones, la central telefónica, la casa de radiodifusión, locomotoras y vagones de ferrocarril y el ferrocarril. La central eléctrica de Tallin fue destruida por disparos de la flota alemana y el Puerto de la Ciudad Vieja fue destruido. Las unidades alemanas en retirada no entraron en combate con el Ejército Rojo en Tallin, ni en sus inmediaciones. 
El Gobierno de Estonia no había logrado concentrar a los soldados estonios que se retiraban de los frentes de Narva y Emajõgi, ya que las unidades estaban dispersas y mezcladas con los destacamentos alemanes que se retiraban hacia Letonia. Por lo tanto, el gobierno carecía de fuerzas militares significativas para repeler las fuerzas soviéticas concentradas alrededor de Tallin. Las unidades que aseguraban la capital nacional y el gobierno estaban dirigidas por el contralmirante Johan Pitka. Las tropas del Frente de Leningrado tomaron Tallin el 22 de septiembre. Jüri Uluots, presidente en funciones de Estonia, huyó a Suecia. En los días siguientes, varios grupos de batalla de soldados estonios, a favor de la independencia atacaron a las tropas soviéticas en los condados de Harju y Lääne sin éxito.

## Conclusión
El 24 de septiembre, el 8.° Cuerpo de Fusileros de Estonia liberó la ciudad de Haapsalu y despejó la costa hasta Virtsu. Del 21 al 24 de septiembre, la Flota del Báltico desembarcó tropas en las bahías de Kunda y Loksa, en Tallin, y capturó la isla de Naissaar (al noroeste de Tallin) y Paldiski. Las fuerzas navales también impidieron la evacuación de las fuerzas enemigas por mar. Las formaciones del 2.º Ejército de Choque el 23 de septiembre liberaron Pärnu, y alcanzaron el Golfo de Riga, posteriormente avanzaron a lo largo de la costa del mar Báltico hacia el sur, a fines del 26 de septiembre, ya habían liberado toda Estonia excepto el archipiélago Moonsund, entraron en el territorio de Letonia y se unieron a las tropas que habían llegado a la costa del Tercer Frente Báltico.
Las pérdidas de las tropas del Frente de Leningrado ascendieron a unas 6200 muertos y más de 22 500 heridos, las pérdidas del Tercer Frente Báltico fueron de 258 muertos, y más de 1500 heridos. Según datos soviéticos, 30 000 soldados de la Wehrmacht murieron en la operación y 15 745 fueron capturados, además 175 tanques y cañones autopropulsados alemanes fueron destruidos o capturados.